# United States Navy
De United States Navy (US Navy), de Amerikaanse marine, is onderdeel van de Amerikaanse strijdkrachten en verantwoordelijk voor de oorlogsvoering op zee. Het is een van de zeven geüniformeerde onderdelen van de Verenigde Staten. De US Navy heeft begin 2023 ongeveer 335.000 personeelsleden in actieve dienst en nog eens 103.000 personeelsleden in het reservistenprogramma. Voor het uitvoeren van haar taken maakt het gebruik van 286 schepen in actieve dienst en meer dan 3700 vliegtuigen.
De US Navy vindt haar oorsprong in de Continentale Marine, die werd opgericht tijdens de Amerikaanse Onafhankelijkheidsoorlog en kort daarna weer werd ontbonden. De in 1789 aangenomen grondwet van de Verenigde Staten gaf het Amerikaanse Congres het recht om "een marine ter beschikking te stellen en te onderhouden". Wegens plunderingen van Amerikaanse schepen door Barbarijse zeerovers besloot het Amerikaanse Congres in 1794 gebruik te maken van dit grondwettelijke recht door opdracht te geven voor de bouw en bemanning van zes fregatten.
Tot aan de jaren-1890 was de US Navy een veredelde kustwacht. Het waren de publicaties van Captain Mahan, die de politiek in Washington in beweging brachten. Mahan betoogde, dat de aanleg van het Panamakanaal vereiste, dat de Verenigde Staten de zeegebieden aan weerszijden van het kanaal zouden beheersen. Daarvoor was de bouw van een oorlogsvloot noodzakelijk. In korte tijd werden vijf slagschepen gebouwd: de USS Iowa, de USS Oregon, De USS Indiana, de USS Texas en de USS Massachusetts. Deze schepen speelden een doorslaggevende rol in de Spaans-Amerikaanse Oorlog van 1898, toen ze voor de kust bij Santiago de Spaanse vloot beletten om de haven binnen te lopen. Twee weken later capituleerde het Spaanse koloniale bewind op Cuba.
De US Navy werd vooral internationaal bekend gedurende de 20e eeuw en dan met name tijdens de Tweede Wereldoorlog. Door de Japanse aanval op de marinebasis Pearl Harbor raakte de Verenigde Staten militair betrokken bij de Tweede Wereldoorlog en aan boord van USS Missouri vond de officiële overgave van Japan plaats. Tijdens de daaropvolgende Koude Oorlog ontwikkelde de US Navy zich tot een nucleaire grootmacht en maakte zich klaar voor een mogelijke globale oorlog met de Sovjet-Unie.
In de 21e eeuw is de US Navy nog steeds wereldwijd aanwezig, met schepen in Oost-Azië, de Middellandse zee en het Midden-Oosten. De US Navy bezit de grootste vloot vliegdekschepen ter wereld, met elf in actieve dienst, één in aanbouw, twee gepland en één in reserve.
De US Navy wordt administratief geleid door het Departement van de Marine. Aan het hoofd staat de Secretaris van de Marine. Het Departement van de Marine is een onderdeel van het Ministerie van Defensie, dat door de Minister van Defensie wordt geleid. De hoogste officier is de Chief of Naval Operations.

## Taken
De taken van de US Navy zijn het onderhouden, trainen en gevechtsklaar maken van een zeemacht om oorlogen te winnen, en de vrede op wereldzeeën te bewaren.
Missieverklaring van de United States Navy:
Letterlijk vertaald: "De US Navy dient als het op zee opererende onderdeel van de strijdkrachten van de Verenigde Staten". Volgens wetboek 10 § 5062 van de wetten van de Verenigde Staten, heeft de US Navy drie primaire verantwoordelijkheden:
- "Het bereidstellen van zeestrijdkrachten die nodig zijn voor effectieve oorlogsvoering". Het onderhouden van een vloot van ten minste elf actieve vliegdekschepen maakt hiervan deel uit.
- "Het onderhouden van een luchtvloot van marinevliegtuigen, met inbegrip van op land gestationeerde marinevliegtuigen, luchttransportfaciliteiten die essentieel zijn voor uitvoering van de taken van de US Navy en het onderhouden van alle luchtwapens en luchtvaarttechnieken die betrokken zijn bij de operaties en andere activiteiten van de US Navy.
- "Het ontwikkelen van vliegtuigen, wapens, tactieken, technieken, organisaties en materiaal voor de strijd op zee en voor de ondersteunende diensten van de Navy"

De handboeken van de US Navy verklaren dat de missie van de Amerikaanse strijdkrachten is "het voorbereiden van een strijdmacht die in staat is met korte reactietijd doorslaggevend strijd te voeren om het nationale belang te dienen". Als deel van gevestigde structuur van de Amerikaanse strijdkrachten bestaan de taken van de US Navy uit het beheren van de zeeën, het demonstreren van macht en nucleaire afschrikking, samen met het vervoer over zee voor de andere strijdkrachten.

## Vloten

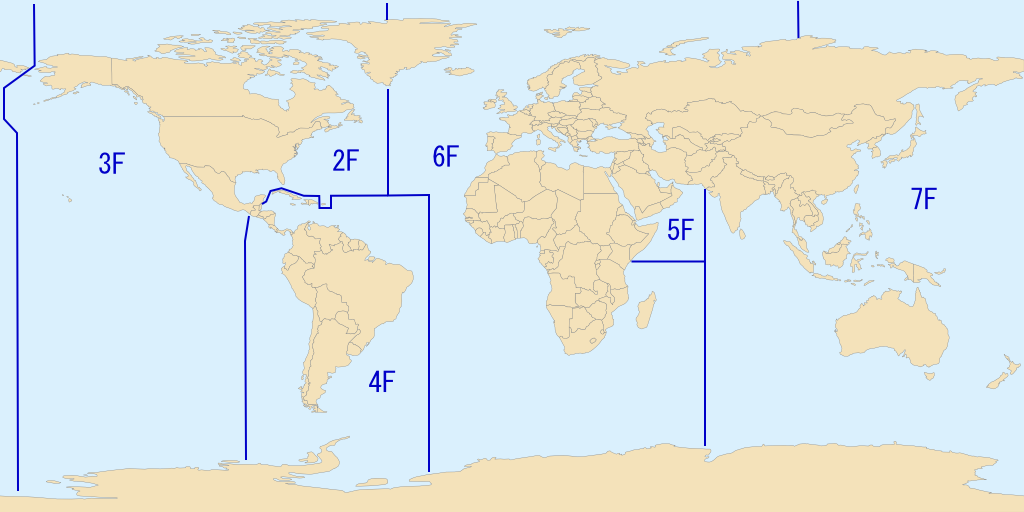
De zes vloten

De Amerikaanse marine is grofweg onderverdeeld in 2 grote vlootcommando's: Atlantic Fleet en Pacific Fleet. Een derde, kleinere, organisatie is dat van United States Naval Forces Europe, dat zijn belangrijkste terrein in de Middellandse Zee heeft. De oorlogsschepen zijn verdeeld in 4 permanente operationele commando's: 2nd Fleet onder het Atlantische commando, 3rd en 7th Fleet onder het Pacifische commando en 6th Fleet onder het Europese commando.
6th en 7th Fleet hebben, opererend op de perimeter van de Amerikaanse invloedssfeer de hoogste staat van paraatheid en bestaan doorgaans uit 2 Carrier Battle Groups. Elke battle group bestaat uit een vliegdekschip en een half dozijn kruisers, jagers en fregatten. De schepen uit 6th en 7th Fleet worden periodiek afgelost door schepen van 2nd en 3rd Fleet.
Sinds de jaren negentig van de 20e eeuw bestaat er een 5th Fleet, dat zijn operatieterrein rond de Perzische en Arabische wateren heeft. 5th Fleet "leent" zijn schepen van 6th en 7th Fleet.
Sinds enkele jaren is er (opnieuw) een 4th Fleet, dat zijn terrein in de Zuid-Amerikaanse wateren heeft. 4th Fleet "leent" zijn schepen van 3rd Fleet.
| Vloten van de Amerikaanse Marine | Vloten van de Amerikaanse Marine                                            | Vloten van de Amerikaanse Marine |
| -------------------------------- | --------------------------------------------------------------------------- | -------------------------------- |
| Vloot                            | Operatiegebied                                                              | Basis                            |
| Tweede vloot                     | Atlantische Oceaan, Caribisch gebied                                        | Norfolk, Virginia                |
| Derde vloot                      | Oostelijke Grote Oceaan                                                     | Pearl Harbor, Hawaï              |
| Vierde vloot                     | Zuid-Amerika                                                                | Mayport, Florida                 |
| Vijfde vloot                     | Perzische Golf, Rode Zee, Arabische Zee, Oost-Afrikaanse kust tot aan Kenia | Manamah, Bahrein                 |
| Zesde vloot                      | Middellandse Zee                                                            | Gaeta, Italië                    |
| Zevende vloot                    | Westelijke Grote Oceaan                                                     | Yokosuka, Japan                  |